# Wereldkampioenschappen baanwielrennen 1977
De wereldkampioenschappen baanwielrennen 1977 vonden plaats van 22 tot en met 26 augustus in de Venezolaanse stad San Cristóbal. In totaal vonden er twaalf onderdelen plaats; twee bij de vrouwen en tien bij de mannen. Bij de mannen waren zeven onderdelen voor amateurs en de andere drie voor profs toegankelijk. Gastland Venezuela won geen medailles, met zeven medailles werd de Duitse Democratische Republiek winnaar van het medailleklassement. De baan waar de wedstrijden op werden verreden kende een lengte van 333,33 meter. Het was de tweede keer dat de WK plaatsvonden op het Zuid-Amerikaanse continent, de eerste keer was in 1968 toen Montevideo gaststad was.

## Uitslagen

### Mannen profs
| Onderdeel     | Goud                              | Zilver                                                 | Brons                                  |
| ------------- | --------------------------------- | ------------------------------------------------------ | -------------------------------------- |
| Achtervolging | Gregor Braun                      | Knut Knudsen                                           | Steve Heffernan                        |
| Sprint        | Koichi Nakano                     | Yoshikazu Sugata                                       | John Nicholson                         |
| Stayeren      | Nederland Cees Stam Bruno Walrave | Bondsrepubliek Duitsland Wilfried Peffgen Dieter Durst | Italië Pietro Algeri Domenico De Lillo |

### Mannen amateurs
| Onderdeel            | Goud                                                                                          | Zilver                                                                           | Brons                                                                      |
| -------------------- | --------------------------------------------------------------------------------------------- | -------------------------------------------------------------------------------- | -------------------------------------------------------------------------- |
| Achtervolging        | Norbert Dürpisch                                                                              | Uwe Unterwalder                                                                  | Daniel Gisiger                                                             |
| Ploegenachtervolging | Duitse Democratische Republiek Norbert Dürpisch Gerald Mortag Matthias Wiegand Volker Winkler | Bondsrepubliek Duitsland Günther Schumacher Peter Vonhof Hans Lutz Henry Rinklin | Zwitserland Robert Dill-Bundi Daniel Gisiger Hans Känel Walter Baumgartner |
| Puntenkoers          | Constant Tourné                                                                               | Jan Faltyn                                                                       | Nikolaij Makarov                                                           |
| Sprint               | Hans-Jürgen Geschke                                                                           | Emanuel Raasch                                                                   | Lutz Heßlich                                                               |
| Tandem               | Tsjecho-Slowakije Vladimír Vačkář Miroslav Vymazal                                            | Sovjet-Unie Vladimir Semenets Aleksandr Voronin                                  | Bondsrepubliek Duitsland Horst Gewiss Wolfgang Schäffer                    |
| Tijdrit              | Lothar Thoms                                                                                  | Günther Schumacher                                                               | Hans Ledermann                                                             |

### Vrouwen
| Onderdeel     | Goud            | Zilver         | Brons         |
| ------------- | --------------- | -------------- | ------------- |
| Achtervolging | Vera Kusnezova  | Anne Riemersma | Karen Strong  |
| Sprint        | Galina Tsarjova | Sue Novara     | Iva Zajíčková |

## Medaillespiegel
| Plaats | Land                           | Goud | Zilver | Brons | Totaal |
| 1      | Duitse Democratische Republiek | 4    | 2      | 1     | 7      |
| 2      | Sovjet-Unie                    | 2    | 1      | 1     | 4      |
| 3      | Nederland                      | 2    | 1      | 0     | 3      |
| 4      | Bondsrepubliek Duitsland       | 1    | 3      | 2     | 6      |
| 5      | Japan                          | 1    | 1      | 0     | 2      |
| 6      | Tsjecho-Slowakije              | 1    | 0      | 1     | 2      |
| 7      | België                         | 1    | 0      | 0     | 1      |
| 8      | Noorwegen                      | 0    | 1      | 0     | 1      |
| 8      | Spanje                         | 0    | 1      | 0     | 1      |
| 8      | Polen                          | 0    | 1      | 0     | 1      |
| 8      | Verenigde Staten               | 0    | 1      | 0     | 1      |
| 12     | Zwitserland                    | 0    | 0      | 3     | 3      |
| 13     | Australië                      | 0    | 0      | 1     | 1      |
| 13     | Canada                         | 0    | 0      | 1     | 1      |
| 13     | Italië                         | 0    | 0      | 1     | 1      |
| 13     | Verenigd Koninkrijk            | 0    | 0      | 1     | 1      |
| Totaal | Totaal                         | 12   | 12     | 12    | 36     |